# Myonia basivitta
Myonia basivitta är en fjärilsart som beskrevs av Louis Beethoven Prout 1918. Myonia basivitta ingår i släktet Myonia och familjen tandspinnare. Inga underarter finns listade i Catalogue of Life.